# بردگوری سرپیر
بردگوری سرپیر ۶  از آثار تاریخی استان چهارمحال و بختیاری می‌باشد که در روستای سرپیر از توابع شهرستان اردل واقع شده و این اثر در تاریخ ۸ خرداد ۱۳۸۰ با شمارهٔ ثبت ۳۸۸۵ به‌عنوان یکی از آثار ملی ایران به ثبت رسیده‌است.